# Wojciech Kętrzyński

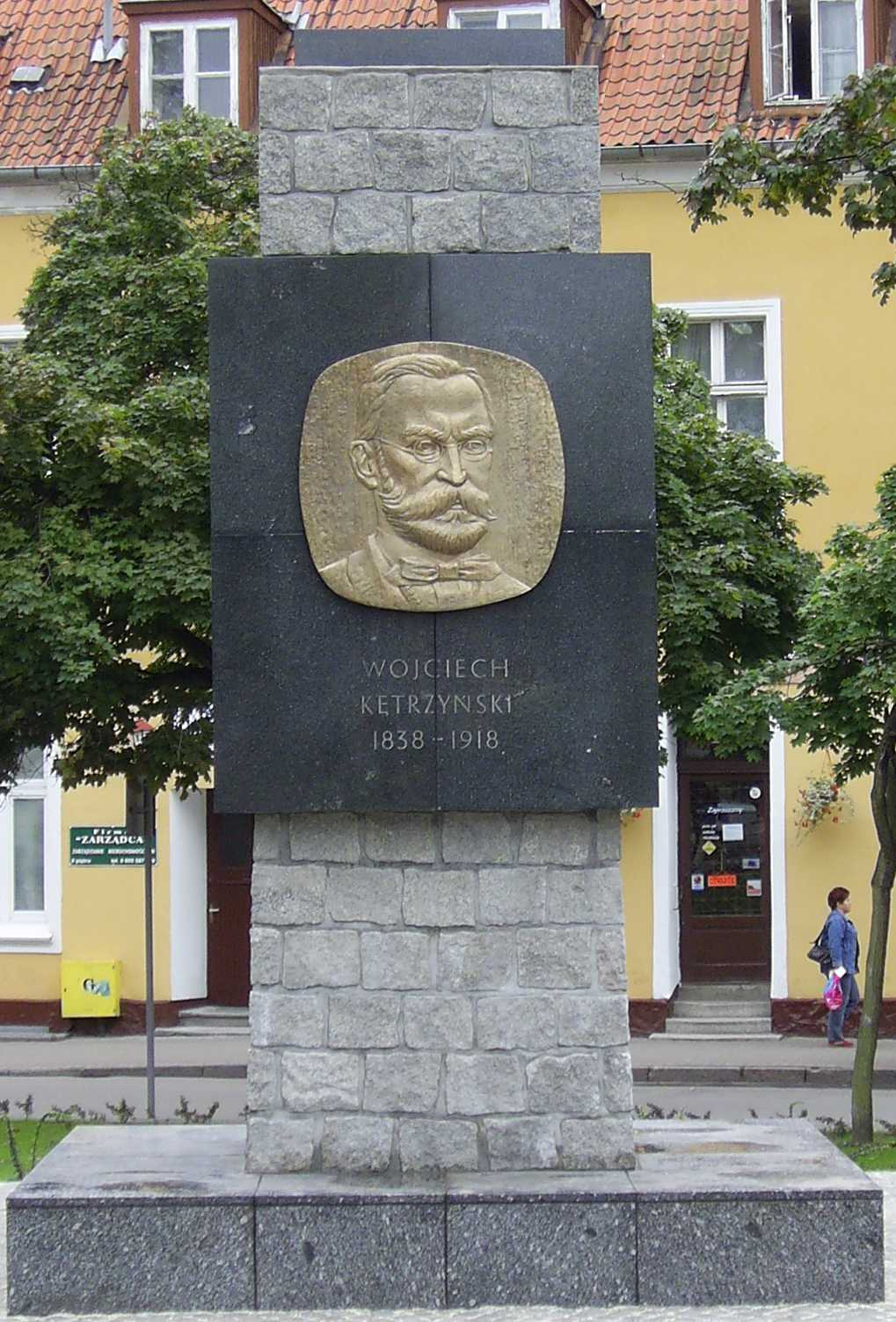
Monument över Wojciech Kętrzynskiego i den efter honom uppkallade staden Kętrzyn.

Wojciech Jan Kętrzyński, född som Adalbert von Winkler  den 11 juli 1838 i Lötzen, död den 15 januari 1918, var en tysk och polsk historiker av preussisk börd (han hette ursprungligen von Winkler), far till Stanisław Kętrzyński.
Kętrzyński kom 1859 till universitetet i Königsberg, där han lärde sig polska. Efter deltagande i kriget 1863 hölls han till 1865 fängslad i Glatz (Schlesien). Då han inte längre kunde få anställning vid universitetet i Königsberg, flyttade han till Lemberg, där han 1874 blev kustos vid Ossolinskiska institutet och 1876 dess direktör. 
Kętrzyński utvecklade en synnerligen rik verksamhet som historisk forskare. Bland hans många arbeten märks Die Lygier. Ein Beitrag zur Urgeschichte der Westslaven und Germanen (1868), O ludnosci polskiej w Prusiech niegdys krzyzackich (1882, om den polska nationaliteten i Preussen på korsriddarnas tid), en katalog över Ossolinskiska bibliotekets handskrifter och utgivning av "Monumenta Poloniæ historica".